# Hannelore Mensch
Hannelore Mensch (geborene Bosch; * 16. Juni 1937 in Neu Zachun) ist eine ehemalige deutsche Politikerin (SED). Sie war Ministerin für Arbeit und Löhne der DDR.

## Leben
Hannelore Mensch, Tochter eines Landwirts, besuchte von 1953 bis 1956 die Landwirtschaftliche Fachschule in Ludwigslust, die sie als staatlich geprüfte Landwirtin abschloss. 1958 arbeitete sie als  Planerin in der MTS Brüsewitz. Von 1958 bis 1962 war sie FDJ-Sekretärin und Sektorenleiterin beim Rat des Kreises Schwerin-Land. 1959 trat sie der SED bei.
Sie war 1962 bis 1963 Mitarbeiterin der Abteilung Landwirtschaft beim Magistrat von Berlin und 1963 bis 1973 Leiterin der Abteilung Landwirtschaft der SED-Bezirksleitung Berlin. Ein Fernstudium an der Parteihochschule „Karl Marx“ schloss sie als Diplom-Gesellschaftswissenschaftlerin ab. Von 1973 bis 1978 war sie Stadträtin und Sekretärin des Magistrats von Berlin und von 1978 bis 1989 erste stellvertretende Oberbürgermeisterin von Berlin. Von November 1989 bis März 1990 war sie Minister für Arbeit und Löhne der DDR in der Regierung Modrow.
Wegen „Anstiftung zur Wahlfälschung“ bei den Kommunalwahlen in der DDR 1989 wurde sie 1993 vom Landgericht Berlin zu einer Freiheitsstrafe von einem Jahr auf Bewährung verurteilt.

## Auszeichnungen
- Vaterländischer Verdienstorden in Bronze (1971), in Silber (1981) und in Gold (1987)